# 贺进十字阁
贺进十字阁，位于中国河北省邯郸市贺进镇贺进村，为邯郸市武安市的一个省级文物保护单位，类型为古建筑，公布时间为2001年2月7日。
贺进十字阁的历史年代为明代。